# 2018 au Brésil
Chronologie du Brésil
- 2014
- 2015
- 2016
- 2017
- 2018
- 2019
- 2020
- 2021
- 2022

Cet article présente les faits marquants de l'année 2018 au Brésil.

## Évènements

### Janvier
- 1er janvier : une émeute à la prison agro-industrielle de Colônia, à Goiânia, fait 9 morts et 14 blessés parmi les prisonniers. Les autorités signalent que 233 prisonniers se sont évadés, 29 ont été repris et 109 sont rentrés volontairement[1].

### Février
- 8 février : début de la Crise guyanaise de 2018 (pt), crise diplomatique entre le Brésil et le Guyana, en relation avec le Venezuela, au sujet de plans d'invasion présumés du Venezuela contre le territoire du Guyana pour prendre par la force le territoire contesté de Guyana Essequiba.

### Mars
- 13 au 18 mars : Forum social mondial à Salvador.
- 18 au 23 mars : 8e forum mondial de l'eau à Brasília.

### Avril
- 1er avril : un tremblement de terre de 6,8 degrés qui a frappé la Bolivie, est ressenti dans plusieurs villes du Brésil[2],[3].

### Mai
- 1er mai : un immeuble de 24 étages situé à Largo do Paiçandu s'effondre lors d'un incendie dans le centre de São Paulo. Occupé par environ 90 familles, les pompiers font état d'au moins une victime dans les décombres et de 34 disparus[4],[5].

### Juin
- x

### Juillet
- x

### Août
- x

### Septembre
- 2 septembre : le musée national du Brésil, à Rio de Janeiro, est ravagé par un incendie.
- 7 septembre : Jair Bolsonaro, candidat à l'élection présidentielle, est grièvement blessé lors d'une tentative d'assassinat.

### Octobre
- 7 octobre : élections parlementaires et 1er tour de la présidentielle où Jair Bolsonaro arrive largement en tête devant Fernando Haddad.
- 28 octobre : le 2e tour de l'élection présidentielle est remporté par Jair Bolsonaro.

### Novembre
- x

### Décembre
- 11 décembre : attentat-suicide à la cathédrale métropolitaine de Campinas, dans l'État brésilien de São Paulo. Euler Fernando Grandolpho (49 ans) ouvre le feu sur les fidèles pendant une messe, faisant cinq morts et plusieurs blessés, puis set suicide devant l'autel[6].
- 14 décembre : après avoir reçu plus de 300 plaintes, le ministère public de Goiás a décrété l'arrestation du médium João de Deus pour des scandales d'abus sexuels[7]. Deux jours plus tard, l'homme se rend à la police[8].

## Décès
- 13 mars : Bebeto de Freitas, dirigeant sportif.
- 14 mars : Marielle Franco, sociologue, femme politique et militante féministe.
- 16 avril :
  - Dona Ivone Lara, chanteuse et compositrice.
  - Paul Singer, économiste.
- 21 avril : Nelson Pereira dos Santos, cinéaste.
- 14 mai : Roberto Farias, cinéaste.
- 8 juin : Maria Bueno,  joueuse de tennis.
- 22 juin : Waldir Pires, juriste et homme politique.
- 4 juillet : Ernst Hamburger, physicien.